# Pierre Savard
Pour les articles homonymes, voir Savard.
Pierre Savard est professeur à l'Université de Toronto et chercheur au laboratoire de physique des particules TRIUMF (en), à Vancouver.

## Biographie
Pierre Savard a obtenu un doctorat en physique en 1998 à l'Université de Montréal.

## Honneurs
Radio-Canada lui a décerné le titre de Scientifique de l'année 2012 « pour sa contribution remarquable, avec les scientifiques canadiens de l'expérience Atlas, à la découverte du boson de Higgs ».
Il a aussi été nommé la personnalité de la semaine de La Presse et Radio-Canada en février 2013.